# 成潤
陳伯偉（1976年11月20日—），藝名成潤，曾用陳威，台灣男演員，以演反派聞名，2018年在民視八點檔《大時代》飾演甘草人物獲得好評翻轉形象戲路。

## 爭議事件
2019年10月29日晚間，前台東市長陳建閣創立瑞傑國際地產公司，專營泰國不動產投資，被爆該公司卻涉以保證獲利為口號，靠正妹業務拉業績吸金逾4億元，成潤也擔任該集團投資顧問;檢調29日傳喚陳建閣等7名被告到案，訊後依違法銀行法諭令成潤30萬交保。
成潤30日受訪時表示:「對詳細狀況不方便說明，他稱目前靜待司法調查，等案明朗會一併對外講清楚說明白」成潤所屬的民視鳳凰經紀公司則表示，正在了解中。
2023年08月28日，台北地院審結，依《銀行法》非法經營銀行業務等罪，判陳伯偉（成潤）5年徒刑、沒收犯罪所得287萬餘元。

## 電視劇
| 年度   | 頻道       | 劇名                           | 飾演        |
| 2000年 | 八大戲劇台 | 鬼屋傳奇 - 民雄鬼屋            | 阿六        |
|        | 台視       | 玫瑰瞳鈴眼 丈夫的死亡預言      | 陳清發      |
|        | 台視       | 台灣風雲 拚了命的老媽          | 王志恆      |
|        | 台視       | 台灣風雲起 仙拚仙              | 陳清河      |
| 1999年 | 華視       | 土地公傳奇土地婆下凡           | 薛長壽      |
| 1999年 | 華視       | 台灣靈異事件重生               | 小玉友      |
| 2000年 | 華視       | 台灣靈異事件搶救鐵頭刑警       | 小蔣        |
| 2000年 | 華視       | 台灣靈異事件鬼才相信你         | 太監鬼      |
| 2001年 | 華視       | 麻辣鮮師                       | nick        |
| 1999年 | 三立台灣台 | 戲說台灣痲瘋女                 | 彭生        |
|        | 三立台灣台 | 戲說台灣貞節媽傳奇             | 陳家昌      |
|        | 三立台灣台 | 戲說台灣貔貅咬錢               | 萬金海      |
| 1999年 | 三立台灣台 | 戲說台灣雞母穴                 | 陳名遠      |
| 2000年 | 三立台灣台 | 九龍傳說                       | 吳明原      |
| 2002年 | 三立台灣台 | 戲說台灣水流觀音               | 秦寶貴      |
| 2002年 | 三立台灣台 | 戲說台灣萬應公怪談             | 阿雄        |
| 2002年 | 三立台灣台 | 戲說台灣灶神                   | 陳家寶      |
| 2000年 | 中視       | 封神榜                         | 李登科      |
| 2002年 | 大愛電視台 | 美麗人生                       | 王景行      |
| 2001年 | 民視       | 人間劇場-大輪迴手骨拼圖        | 李鎮德      |
| 2001年 | 民視       | 人間劇場-大輪迴中元節的哭聲    | 阿全        |
| 2001年 | 民視       | 情義                           | 丁代表      |
| 2003年 | 三立台灣台 | 戲說台灣 虎爺公傳奇            | 黃進財      |
| 2003年 | 三立台灣台 | 戲說台灣一見發財               | 白無常      |
| 2005年 | 三立台灣台 | 戲說台灣火燒大土爺             | 鬼王/士傑   |
| 2005年 | 三立台灣台 | 戲說台灣還春嬤                 | 王文興      |
| 2005年 | 三立台灣台 | 戲說台灣催命香                 | 周阿海      |
| 2005年 | 三立台灣台 | 戲說台灣花公花母弄花叢         | 黃宗德      |
| 2006年 | 三立台灣台 | 戲說台灣七兩鬥太歲             | 楊敏雄      |
| 2006年 | 三立台灣台 | 戲說台灣河伯娶親               | 林永泰      |
| 2007年 | 民視       | 濟公 第七單元：報恩田          | 沈俊義/牛精 |
| 2008年 | 民視       | 濟公 第九單元：濟公鬥蛇王      | 王善財      |
| 2008年 | 民視       | 娘家                           | 保羅        |
| 2009年 |            | 剩女進化論                     | 麥子        |
| 2010年 | 民視       | 新兵日記                       | 陳浩南      |
| 2011年 | 大愛電視台 | 回家的路                       | 阿雄        |
| 2011年 | 民視       | 廉政英雄 第一單元：飆速100     | 張家綸      |
| 2011年 | 民視       | 父與子                         | 王友騰      |
| 2011年 | 大愛電視台 | 夢醒時刻                       | 謝明宏      |
| 2011年 | 大愛電視台 | 祖孫情                         | 周醫師      |
| 2012年 | 民視       | 風水世家                       | 王皓恩      |
| 2014年 | 民視       | 廉政英雄第二十三單元：迎戰強權 | 葉光輝      |
| 2014年 | 民視       | 嫁妝                           | 張添富      |
| 2016年 | 民視       | 春花望露                       | 陳博仁      |
| 2018年 | 民視       | 大時代                         | 楊大業      |
| 2018年 | 公視       | 雙城故事                       | 小趙        |
| 2021年 | 三立台灣台 | 戲說台灣臥龍地連環計           | 朱燦        |
| 2021年 | 三立台灣台 | 戲說台灣紙人鬥紅旗             | 胡志龍      |
| 2021年 | 三立台灣台 | 天之驕女                       | 宋金剛      |
| 2022年 | 三立台灣台 | 戲說台灣安平媽渡陰債           | 蔡宏志      |
| 2022年 | 三立台灣台 | 一家團圓                       | 王昌隆      |
| 2023年 | 三立台灣台 | 戲說台灣獅王會十甲             | 江虎        |
| 2023年 | 三立台灣台 | 戲說台灣雙姓公媽鬧姻緣         | 許江水      |
| 2023年 | 三立台灣台 | 天道                           | 杜光亮      |
| 2023年 | 三立台灣台 | 戲說台灣無頭轎三尪女           | 張文賢      |
| 2024年 | 三立台灣台 | 戲說台灣天燈媽祖               | 廖海勝/金蟬 |
| 2025年 |            | 天意偵查隊                     |             |

## 電影
| 年度 | 劇名         | 飾演     |
| 2013 | 《大尾鱸鰻》 | 開場老大 |

## 音樂錄影帶
| 年份 | 歌手   | 專輯   | 歌曲       | 導演   |
| 2011 | 陳冠霖 | 木頭人 | 他們多幸福 | 比佛利 |
| 2011 | 陳冠霖 | 木頭人 | 戒指情人   | 比佛利 |

## 外部連結
- 成潤的Facebook專頁
- 演藝大時代－成潤 （页面存档备份，存于）